# HD 163145
HD 163145 är en ensam stjärna belägen i den mellersta delen av stjärnbilden Skorpionen. Den har en skenbar magnitud av ca 4,85 och är svagt synlig för blotta ögat där ljusföroreningar ej förekommer. Baserat på parallax enligt Gaia Data Release 2 på ca 10,6 mas, beräknas den befinna sig på ett avstånd på ca 307 ljusår (ca 94 parsek) från solen. Den rör sig bort från solen med en heliocentrisk radialhastighet på ca 36 km/s.

## Egenskaper
HD 163145 är en orange till gul jättestjärna av spektralklass K2 III, som har förbrukat förrådet av väte i dess kärna och utvecklats bort från huvudserien. Den har en radie som är ca 20 solradier och har ca 147 gånger solens utstrålning av energi från dess fotosfär vid en effektiv temperatur av ca 4 500 K.